# Албрајтова наследна остеодистрофија
Албрајтова наследна остеодистрофија (акроним АНО)   једна је од наследних болести, настала као последица инактивације мутације ГНАС1 гена. Карактерише је округло лице, низак раст са здепастим хабитусом, брахидактилија, поткожна осификација и зубне аномалије. 
Може бити повезан са хормонском резистенцијом код пацијената са псеудохипопаратироидизмом типа 1а и 1ц и често је најчешче и први траг за његову дијагнозу. 
Поред тога, једна или више карактеристика АНО фенотипа могу бити присутне у другим поремећајима које треба разликовати од Албрајтове наследне остеодистрофије. 
Имајући наведено у виду важна је  улога интерпрофесионалног тима у дијагностици и лечењу пацијената са Албрајтовом наследном остеодистрофијом.

## Историја
Фенотип Албрајтове наследне остеодистрофије (АНО) први је описао 1942. године Фулер Олбрајт. са знацима који су  укључујучивали округло лице, низак раст са здепастим хабитусом, брахидактилију, поткожно окоштавање и зубне аномалије. Кашњење у развоју, гојазност (рани почетак) и релативна макроцефалија додатно су описане карактеристике АНО.

## Епидемиологија
Подаци о преваленци Албрајтове наследне остеодистрофије су ограничени. Уско повезан поремећај, ПХП, има преваленцију од 0,34 до 1,1 на 100.000. Међутим, процењује се да је преваленција ПХП-а отприлике 1 на 20.000.

## Етиологија
АХО фенотип се обично примећује код псеудохипопаратиреоидизма (ПХП) типа 1а, 1ц и псеудо-псеудохипопаратироидизма (ППХП), ретко се примећује код пацијената са ПХП тип 1б и није описан у ПХП тип 2.
Псеудохипопаратиреоидизам  настаје услед хетерозиготне инактивирајуће мутације у ГНАС1 гену који кодира α-подјединицу стимулативног Г протеина. ГНАС ген се налази на теломерном крају дугог крака хромозома 20 (20к13.2-20к13.3).
ПХП тип 1а и ПХП тип 1ц настају услед инактивирајућих ГНАС1 мутација које су наслеђене од мајке, које се манифестују фенотипом АНО плус хормонском резистенцијом. Насупрот томе, они са очевим наслеђеним ГНАС1 мутацијам присутни су само са фенотипом АНО без хормонске резистенције (ППХП). 
ПХП тип 2б настаје због абнормалности у метилације ГНАС-а.

## Патофизиологија
Поред отпорности на ПТХ, ПХП тип 1а и ПХПтип 1ц су такође повезани са отпорношћу на друге хормоне као што су хормон који стимулише штитасту жлезду (ТСХ), хормон који ослобађа хормон раста (ГХРХ), гонадотропин  и калцитонин.
Скелетне абнормалности код Албрајтове наследне остеодистрофије иако укључују скраћивање свих дугих костију, најизрађеније су на костима шака и стопала. Кратке кости нису присутне при рођењу и манифестују се како дете расте због прераног затварања епифиза, што скраћује период раста.
Ектопична осификација, још једна је типична карактеристика Албрајтове наследне остеодистрофије, која  се односи се на формирање екстраскелетне кости (интрамембранозна осификација) и није синоним за ектопичну калцификација. Формирање ектопичне осификације није повезано са нивоима калцијума и фосфора у серуму, већ је резултат недостатка Гс-алфа у мезенхималним матичним ћелијама, што доводи до њихове диференцијације у остеобласте на екстраскелетним местима као што су поткожно ткиво и дермис и последична формирање нове кости.   Код ПХП тип 1а као и код ППХП, обим поткожних осификација у позитивној је корелацији са озбиљношћу мутација (теже код пацијената са померањем оквира и бесмисленим мутацијама).
Низак раст, уобичајена је карактеристика Албрајтове наследне остеодистрофије, који настаје из различитих разлога. Неколико пацијената може имати интраутерину ретардацију раста, али дефицит раста постаје очигледнији током времена због смањене брзине раста након неколико година по рођењу, компромитованог пубертетским наглим растом и прераним  престанком раста због раног спајања епифиза. Ово последње је вероватно последица недовољне сигнализације на ПТХ/ПТХрП рецептору, што резултује убрзаном диференцијацијом пролиферирајућих хондроцита у хипертрофичне ћелије. 
Отпорност на ГХРХ и последични недостатак хормона раста такође делимично доприносе неуспеху у расту.  Смањена потрошња енергије, а не прекомерна потрошња енергије, наводи се  као узрок гојазности у раној фази у неколико недавних студија.

## Клничка слика
Поремећај карактеришу следећи знаци и симптоми:
- Хипогонадизам
- Синдром брахидактилије
- Калцификација хороидног плексуса
- Хипоплазија зубне глеђи
- Пуних образа
- Хипокалцемична тетанија

Особе са Албрајтовом наследном остеодистрофијом показују низак раст, карактеристично скраћене четврте и пете метакарпале кости, заобљено лице и често благи интелектуални недостатак.
Албрајтова наследна остеодистрофија је опште позната као псеудохипопаратироидизам јер бубрег реагује као да нема паратироидног хормона. Ниво паратироидног хормона у крви је повишен код псеудохипопаратироидизма због хипокалцемије.

## Дијагноза
Почетна биохемијска процена треба да укључи процену резистенције на ПТХ (серумски калцијум, серумски албумин и серумски фосфор). Хипокалцемија, хиперфосфатемија и повишени ПТХ у одсуству хиповитаминозе Д, хипомагнезиемија и бубрежна дисфункција су дијагностика резистенције на ПТХ.
У условима АНО, треба посумњати на резистенцију на ПТХ чак и када је калцијум у серуму нормалан ако је ПТХ висок-нормалан до висок са нормалним 25-хидрокси витамином Д.
Ако постоје докази о резистенцији на ПТХ, треба извршити процену друге хормонске резистенције (серумски тиреостимулишући хормон и тироксин без серума). Обично је хормон који стимулише штитасту жлезду (ТСХ) благо повишен. Сви пацијенти са резистенцијом на ПТХ, посебно они са ниским растом, треба да буду подвргнути процени осе ГХ-ИГФ1. Процену резистенције на гонадотропин треба узети у обзир само код пацијената са кашњењем пубертета.
Рендгенографија
Сазревање скелета треба пратити рентгенографијом леве руке у редовним интервалима. Рендгенографија такође може открити кратке метакарпале, метатарзалне кости, дисталне фаланге палца, поодмакло коштано доба и ектопичну осификацију.
Електрокардиограм
Електрокардиограм може открити продужени QТ код пацијената са хипокалцемијом.
Компјутерска томографија мозга може открити калцификација базалних ганглија и, у тежим случајевима, дифузнија калцификација која укључује субкортикалну белу материју (Фахр синдром).

## Диференцијална дијагноза
Појединачне карактеристике Албрајтове наследне остеодистрофије нису јединствене за псеудохипопаратироидизам и примећују се код других поремећаја како је описано у наставку.  АНО треба разликовати од доле описаних поремећаја, који блиско имитирају Албрајтову наследну остеодистрофију.
Синдром брахидактилије-менталне ретардације или синдром сличан АНО ( ХДАЦ4 мутација губитка функције или микроделеција 2к37)
Брахидактилија, гојазност, заостајање у развоју, ментална ретардација, поремећаји понашања су уобичајене манифестације. Блага резистенција на ПТХ се може приметити код синдрома сличног АХО, али не и код ектопичне осификације.
иППСД4 или акро-дизостоза тип 1 ( мутација ПРКРА1А )
Фацијална дисостоза и хипоплазија носа, генерализована, тешка брахидактилија и ПТХ резистенција ± друга хормонска резистенција. Подгрупа пацијената са АНО без абнормалности у  гену ГНАС1 има мутације у  гену ПРКРА1А.
иППСД5 или Акро-дизостоза тип 2 ( ПДЕ4Д мутација)
Генерализована и тешка брахидактилија типа Е, фацијална дисостоза и хипоплазија носа, ментална ретардација, смањена интерпедункуларна удаљеност ( ПДЕ4Д мутација губитка функције). Подгрупа пацијената са АНО без абнормалности у гену ГНАС1 има мутације у гену ПДЕ4Д.
иППСД6 ( ПДЕ3А мутација)
Низак раст, брахидактилија Е, хипертензија, петља постериорне доње церебеларне артерије.
Изолована брахидактилија Е
ХОКСД13 мутација.
Брахидактилија Е ниског раста, ПТХЛХ тип ( ПТХЛХ мутација)
Проблеми са зубима, потешкоће у учењу, фацијални дисморфизам
Трихорхинофалангеални синдром
Блаже генерализована брахидактилија Е без урезивања епифиза фаланге, ретка длака, луковичасти врх носа, танка горња усна, недостатак хормона раста, малформација кука.
Тарнеров синдром
Низак раст, кратка ИВ метакарпална (без скраћивања ТП1), инсуфицијенција јајника, кубитус валгус, Маделунгов деформитет

## Терапија
Пацијенти са псеудохипопаратироидизмом се лече оралним суплементацијама калцијума, калцитриолом и ограничењем уноса фосфата у исхрани. 
Субклинички облик хипотироидизам се може лечити заменом левотироксина. 
Лечење хормоном раста препоручује се пацијентима са документованим недостатком хормона раста, обично у дозама које се користе за СГА.
Замену полних стероида треба понудити пацијентима са одложеним пубертетом због резистенције на гонадотропин.

## Прогноза
Постоје ограничене информације у вези са прогнозом Албрајтове наследне остеодистрофије. Очекивани животни век је обично нормалан код пацијената са Албрајтовом наследном остеодистрофијом. 
Тешка морбидна гојазност са повезаним компликацијама као што су опструктивна апнеја у сну, неуропсихијатријски поремећаји, напади и катаракта су чешћи код облика Албрајтове наследне остеодистрофије повезане са ПХП тип 1а.

## Компликације
Повезана резистенција на ПТХ која доводи до хроничне хипокалцемије и хиперфосфатемије може довести до калцификације базалних ганглија и субкортикалне беле материје и последичних неуропсихијатријских поремећаја, поремећаја кретања и паркинсонизма.
Преваленција синдрома карпалног тунела је већа код пацијената са Албрајтовом наследном остеодистрофијом.
Пријављен је повећан ризик од апнеје у сну код деце са ПХП тип 1а. 
Осетљивост на инсулин је смањена код пацијената са ПХП тип 1а, што код њих повећава ризик од поремећене толеранције глукозе.
Спинална стеноза се често описује код пацијената са Албрајтовом наследном остеодистрофијом, што може довести до парапарезе доњих екстремитета.
Хетеротопне осификације у зглобовима или око њих ретко могу довести до ограничених покрета зглобова.